# Olympische Sommerspiele 1964/Teilnehmer (Uruguay)
| Gelbes Symbol für Goldmedaillen mit stilisierten Olympischen Ringen | Graues Symbol für Silbermedaillen mit stilisierten Olympischen Ringen | Braundes Symbol für Bronzemedaillen mit stilisierten Olympischen Ringen |
| ------------------------------------------------------------------- | --------------------------------------------------------------------- | ----------------------------------------------------------------------- |
| —                                                                   | —                                                                     | 1                                                                       |

Uruguay nahm an den Olympischen Sommerspielen 1964 in der japanischen Hauptstadt Tokio mit einer Delegation von 23 Sportlern teil.

## Medaillengewinner

### Bronze
| Name(n)              | Sportart | Wettkampf     |
| -------------------- | -------- | ------------- |
| Washington Rodríguez | Boxen    | Bantamgewicht |

## Teilnehmer nach Sportarten

### Basketball
- Herrenteam
8. Platz

- Kader
Alvaro Roca
Edison Ciavattone
Jorge Maya
Julio César Gómez
Luis García
Luis Koster
Manuel Gadea
Ramiro de León
Sergio Pisano
Waldemar Rial
Walter Márquez
Washington Poyet
Trainer: Raúl Ballefín

### Boxen
- Washington Rodríguez
Bantamgewicht: Bronze

### Radsport
- Ricardo Vázquez
Straßenrennen, Einzel: 45. Platz
Straßenrennen, Mannschaft: 10. Platz

- Francisco Pérez
Straßenrennen, Einzel: 48. Platz
Straßenrennen, Mannschaft: 10. Platz

- Vid Cencic
Straßenrennen, Einzel: 64. Platz
Straßenrennen, Mannschaft: 10. Platz

- Wilde Baridón
Straßenrennen, Einzel: 102. Platz
Straßenrennen, Mannschaft: 10. Platz

- Óscar Almada
1000 Meter Zeitfahren: 20. Platz
4000 Meter Mannschaftsverfolgung: Vorläufe

- Rubén Etchebarne
4000 Meter Einzelverfolgung: Vorläufe
4000 Meter Mannschaftsverfolgung: Vorläufe

- Elio Juárez
4000 Meter Mannschaftsverfolgung: Vorläufe

- Juan José Timón
4000 Meter Mannschaftsverfolgung: Vorläufe

### Rudern
- Mariano Caulín
Zweier ohne Steuermann: DNS im Finale

- Gustavo Pérez
Zweier ohne Steuermann: DNS im Finale